# The Midnight Sky
The Midnight Sky is een Amerikaanse sciencefiction- en dramafilm uit 2020 onder regie van George Clooney, die zelf ook een hoofdrol vertolkt. Het is een verfilming van de roman Good Morning, Midnight van schrijfster Lily Brooks-Dalton. De rest van de cast bestaat uit onder meer Felicity Jones, Kyle Chandler en David Oyelowo.

## Verhaal
Wetenschapper Augustine Lofthouse heeft zijn levenswerk gewijd aan het vinden van bewoonbare planeten waar de mensheid zich kan uitbreiden. Hij ontmoet Jean Sullivan na het geven van een presentatie op een gala en de twee krijgen een relatie. Na een positieve zwangerschapstest verlaat Jean hem vanwege zijn obsessie aan zijn werk en zijn onvermogen om een band met andere mensen te krijgen. Enkele jaren later ontmoet Lofthouse haar opnieuw en ze vertelt hem dat ze een dochter hebben, die hij besluit niet te ontmoeten.
Dertig jaar later, in 2049, heeft een nucleaire oorlog het grootste deel van de wereldbevolking weggevaagd en is het aardoppervlak vervuild met ioniserende straling. Lofthouse weigert mee te gaan met de evacuatie van zijn onderzoeksbasis in het Noordpoolgebied, wetende dat hij niet lang meer te leven heeft vanwege een onbekende ernstige ziekte die hemodialyse vereist. Hij zoekt in het computersysteem van de basis naar actieve bemande ruimtemissies om hen te waarschuwen voor de situatie op Aarde, en vindt er maar één: het interplanetaire vaartuig Aether, dat terugkeert van een verkenning van K-23, een bewoonbare maan van Jupiter, die werd ontdekt door Lofthouse. De bemanning heeft het contact met de Aarde verloren, maar weet niet waarom. Lofthouse ontdekt dat zijn antenne te zwak is om contact met hen op te nemen.
Hij merkt dat hij last heeft van mentale black-outs. Na een keukenbrand vindt hij een ondergedoken jong meisje dat niet spreekt. Hij probeert contact op te nemen met de andere ge-evacueerden zodat iemand haar op kan halen, maar ze zijn allemaal buiten bereik. Het meisje communiceert door te tekenen en vertelt hem dat haar naam Iris is. Hij raakt op haar gesteld en neemt haar mee op een sneeuwscooter naar Lake Hazen, een andere basis verder naar het noorden, die een grotere en krachtigere antenne heeft. Hij verliest zijn dialyseapparatuur wat hem veroordeelt tot een spoedige dood. Aangekomen op de basis slaagt hij erin contact te maken met Aether, maar de bemanning wordt onderbroken door een asteroïdenveld dat de radar en het communicatiesystemen van het schip beschadigt.
Om de schade te herstellen maken de zwangere missiespecialiste Sully en haar partner commandant Adewole een ruimtewandeling met hun boordwerktuigkundige Maya. Ze repareren de radar en het communicatiesysteem, maar zitten midden in een tweede asteroïde-aanval die Maya dodelijk verwondt. Sully roept Lofthouse op, die haar vertelt niet terug te keren naar de Aarde maar terug te gaan naar K-23 en daar een nieuw leven te beginnen. De piloot van de Aether, Tom Mitchell, weigert, maar bij het ontdekken van de laatste woorden van zijn vrouw en het zien van de toestand van de aardatmosfeer, begrijpt hij dat het in het belang van de bemanning is om terug te gaan naar K-23. Toch besluit hij om een van de twee terugkeervoertuigen te gebruiken om terug te gaan naar de Aarde, in de hoop zijn familie te vinden die mogelijk naar tijdelijke veiligheid is geëvacueerd. Sanchez, die Maya als een tweede dochter zag, besluit hem te vergezellen en haar lichaam te begraven.
In haar laatste communicatie vertelt Sully aan Lofthouse dat hij een van de redenen was waarom ze bij NASA kwam werken. Ze bedankt hem en vertelt hem dat haar moeder Jean hem kende omdat hij haar een maansteen had gegeven, en dat haar volledige naam Iris Sullivan is. Lofthouse zegt dat hij haar naam al wist, waardoor hij duidelijk maakte dat de jonge Iris die hij zag een hallucinatie was. Wanneer Sully aan hem vraagt hoe hij op de basis belandde waar hij contact opnam met Aether, zegt hij dat hij dacht dat hij misschien iemand zou kunnen helpen. Dit insinueert dat Lofthouse de Aether-missie niet enkel opvolgde omdat hij K-23 ontdekte, maar omdat hij wist dat Sully zijn dochter was en zij deel uitmaakte van deze missie. Voordat Lofthouse onbeschermd de kou ingaat om te sterven, vertelt hij Sully dat hij trots is om haar eindelijk te hebben ontmoet en Sully beschrijft K-23 aan hem. Sully en Adewole keren terug naar K-23 met behulp van een cursus die hen door Lofthouse is gegeven om de mensheid een tweede kans te geven.

## Rolverdeling
| Acteur             | Personage                          |
| ------------------ | ---------------------------------- |
| George Clooney     | Dr. Augustine Lofthouse            |
| Felicity Jones     | Dr. Iris "Sully" Sullivan          |
| David Oyelowo      | commandant Gordon "Ade" Adewole    |
| Kyle Chandler      | piloot Tom Mitchell                |
| Demián Bichir      | Sanchez                            |
| Tiffany Boone      | boordwerktuigkundige Maya Lawrence |
| Caoilinn Springall | jonge Iris                         |
| Sophie Rundle      | Jean Sullivan                      |
| Tim Russ           | Mason Mosley                       |
| Ethan Peck         | Jonge Augustine Lofthouse          |
| Miriam Shor        | Mitchells echtgenote               |

## Productie
In 2016 bracht schrijfster Lily Brooks-Dalton de roman Good Morning, Midnight uit. In juni 2019 raakte bekend dat het boek door George Clooney zou verfilmd worden in dienst van streamingdienst Netflix. In de daaropvolgende maanden raakte ook de casting van onder meer Felicity Jones, Kyle Chandler, David Oyelowo en Demián Bichir bekend.
De opnames gingen in oktober 2019 van start in het Verenigd Koninkrijk en eindigden eind februari 2020. Er werd onder meer gefilmd aan het Observatorium Roque de los Muchachos op het Spaans eiland La Palma, in de Shepperton Studios in Shepperton (Surrey) en IJsland.
Omdat Jones zwanger was toen de opnames van start gingen, werd overwogen om haar zwangerschap door middel van mise-en-scène en digitale animatie verborgen te houden. Uiteindelijk werd besloten het script te herschrijven om haar zwangerschap deel te laten uitmaken van het verhaal. Scènes waarin haar personage gewichtloosheid ervaart en door beeld zweeft, werden opgenomen met Jones al zittend op de arm van een kraan in plaats van hangend aan kabels. In postproductie werden er vervolgens met behulp van digitale animatie zwevende benen aan haar personage toegevoegd.

## Release
The Midnight Sky werd op 10 december 2020 in een select aantal bioscopen uitgebracht. De Netflix-release volgde op 23 december 2020.

## Prijzen en nominaties
| Jaar | Prijs                    | Categorie                 | Genomineerde(n)           | Uitslag     |
| ---- | ------------------------ | ------------------------- | ------------------------- | ----------- |
| 2021 | National Board of Review | Top 10 films van het jaar | Top 10 films van het jaar | Gewonnen    |
| 2021 | Golden Globes            | Beste muziek              | Alexandre Desplat         | Genomineerd |
| 2021 | Critics' Choice Awards   | Beste jonge actrice       | Caoilinn Springall        | Genomineerd |
| 2021 | Critics' Choice Awards   | Beste muziek              | Alexandre Desplat         | Genomineerd |
| 2021 | Critics' Choice Awards   | Beste visuele effecten    | Beste visuele effecten    | Genomineerd |
| 2021 | BAFTA Awards             | Beste visuele effecten    | Beste visuele effecten    | Genomineerd |
| 2021 | Academy Awards           | Beste visuele effecten    | Beste visuele effecten    | Genomineerd |